# 2105 Gudy
2105 Gudy (1976 DA) là một tiểu hành tinh vành đai chính được phát hiện ngày 29 tháng 2 năm 1976 bởi Schuster, H.-E. ở La Silla.